# Nekrolog 3. Quartal 1971
Nekrolog
◄◄
| ◄
| 1967
| 1968
| 1969
| 1970
| 1971 | 1972 | 1973 | 1974 | 1975 | ► | ►►
1. Quartal |
2. Quartal |
3. Quartal |
4. Quartal 1971
Weitere Ereignisse | Allgemeiner Nekrolog 1971
Die Beschreibung der verstorbenen Person sollte so kurz wie möglich gehalten sein und nur deren signifikante Tätigkeit(en) enthalten.
Neue Namen ggf. auch unter dem Geburts- und Sterbedatum, also etwa unter 1. Januar und im Geburts- und Sterbejahr (2024) eintragen (nur bei entsprechender großer Wichtigkeit). Für Beispiele siehe die schon vorhandenen Artikel.
Außerdem über die fünf zuletzt Verstorbenen, zu denen es einen ausreichend guten Artikel für eine Präsentation auf der Hauptseite gibt, nach der todesbedingten Überarbeitung der Artikel ggf. auch unter Wikipedia Diskussion:Hauptseite informieren und sie am besten auch in den anderen Wikipedia-Sprachversionen eintragen. Tipp: Regelmäßig bei news.google.de nach „ist tot“, „gestorben“ oder „verstorben“ suchen.
Wenn eine Person gestorben ist, gibt es viele Seiten zu dieser Person in der Wikipedia, die davon auch betroffen sind und entsprechend aktualisiert werden müssen. Beispiele: Namenübersichtsseite, Geburtsjahr, Geburtsort-Seiten und viele mehr.
Wie finde ich die betroffenen Seiten?
Im Suchfeld auf der linken Seite gibt man den Suchbegriff so ein: „Vorname Nachname“. Dann klickt man auf Volltext und alle Seiten mit entsprechendem Suchtext werden aufgerufen. Hier sieht man dann schnell, wo auch das Todesjahr Sinn macht oder sogar ein Teil des Artikels angepasst werden muss. Auch hilft das „Werkzeug“ auf der linken Seite sehr gut, um solche Seiten aufzufinden: „Links auf diese Seite“. Somit ist die Wikipedia wieder aktuell in allen Bereichen! Hinweis: bei Eintragung der Kategorie „Gestorben JAHR“ wird der Missbrauchsfilter 49 ausgelöst, was jedoch nicht schlimm ist. Siehe: Spezial:Missbrauchsfilter/49
Dies ist eine Liste von im dritten Quartal 1971 verstorbenen bekannten Persönlichkeiten. Die Einträge erfolgen innerhalb der einzelnen Daten alphabetisch sortiert. Tiere sind im Nekrolog für Tiere zu finden.

## Juli
| Tag      | Name                                      | Beruf, bekannt als                                                                                              | Alter | Beleg |
| -------- | ----------------------------------------- | --- | ----- | ----- |
| 1. Juli  | William Lawrence Bragg                    | australisch-britischer Physiker und Nobelpreisträger für Physik                                                 | 81    |       |
| 1. Juli  | Learie Constantine, Baron Constantine     | westindischer Cricketspieler und Politiker aus Trinidad und Tobago                                              | 69    |       |
| 1. Juli  | Gustaf Johansson                          | schwedischer Eishockeyspieler                                                                                   | 70    |       |
| 1. Juli  | Josef Kraus                               | österreichischer Landwirt und Politiker (CSP, ÖVP), Landtagsabgeordneter, Abgeordneter zum Nationalrat          | 81    |       |
| 2. Juli  | Fritz Bohnenkamp                          | deutscher Politiker (SPD), MdL                                                                                  | 66    |       |
| 2. Juli  | Bobby Donaldson                           | US-amerikanischer Jazz-Schlagzeuger                                                                             | 48    |       |
| 2. Juli  | Hans Ertel                                | deutscher Meteorologe und Geophysiker                                                                           | 67    |       |
| 2. Juli  | Barnabás von Géczy                        | ungarischer Dirigent, Violinist und Kapellmeister                                                               | 74    |       |
| 2. Juli  | Hans Gerstinger                           | österreichischer Altphilologe                                                                                   | 85    |       |
| 2. Juli  | Walther G. Hoffmann                       | deutscher Ökonom                                                                                                | 68    |       |
| 2. Juli  | Waldemar von Knoeringen                   | deutscher Politiker (SPD), MdL, MdB                                                                             | 64    |       |
| 2. Juli  | B. J. Monkiewicz                          | US-amerikanischer Politiker                                                                                     | 72    |       |
| 2. Juli  | Conrado Nalé Roxlo                        | argentinischer Schriftsteller                                                                                   | 73    |       |
| 2. Juli  | Max Nemetz                                | deutscher Schauspieler                                                                                          | 86    |       |
| 3. Juli  | Alfred Brüggemann                         | deutscher HNO-Arzt sowie Hochschullehrer                                                                        | 89    |       |
| 3. Juli  | Dorothy Andrews Elston Kabis              | US-amerikanische Regierungsbeamtin                                                                              | 54    |       |
| 3. Juli  | Johannes Matthaeus Koelz                  | deutsch-britischer Künstler                                                                                     | 76    |       |
| 3. Juli  | Heinz Kraupner                            | österreichischer Politiker (SPÖ), Landesrat in der Salzburger Landesregierung                                   | 80    |       |
| 3. Juli  | Jim Morrison                              | US-amerikanischer Rock-’n’-Roll-Sänger und Lyriker                                                              | 27    |       |
| 3. Juli  | Adolf Seiser                              | deutscher Arzt, Hygieniker, Bakteriologe und Hochschullehrer                                                    | 80    |       |
| 4. Juli  | Maurice Bowra                             | britischer Klassischer Philologe                                                                                | 73    |       |
| 4. Juli  | August Derleth                            | US-amerikanischer Autor von Horror-Geschichten, Verleger und Herausgeber von Anthologien                        | 62    |       |
| 4. Juli  | Thomas C. Hart                            | US-amerikanischer Admiral und Politiker                                                                         | 94    |       |
| 4. Juli  | Stephanus Hilpisch                        | deutscher Benediktinermönch                                                                                     | 76    |       |
| 4. Juli  | Hans Knesl                                | österreichischer Bildhauer                                                                                      | 65    |       |
| 4. Juli  | Siegfried Valentiner                      | deutscher Physiker sowie Hochschullehrer                                                                        | 95    |       |
| 5. Juli  | Gottlob Bilger                            | deutscher Landwirt und Politiker (CSVD)                                                                         | 94    |       |
| 5. Juli  | Fritz-Otto Busch                          | deutscher Marineoffizier, Marineschriftsteller                                                                  | 80    |       |
| 5. Juli  | Thea Sternheim                            | deutsche Autorin                                                                                                | 87    |       |
| 5. Juli  | Earl Foster Thomson                       | US-amerikanischer Dressur- und Vielseitigkeitsreiter                                                            | 70    |       |
| 5. Juli  | Elizabeth Wiskemann                       | britische Historikerin und Journalistin                                                                         | 71    |       |
| 6. Juli  | Roger Adams                               | US-amerikanischer Chemiker                                                                                      | 82    |       |
| 6. Juli  | Louis Armstrong                           | amerikanischer Jazztrompeter und Sänger                                                                         | 69    |       |
| 6. Juli  | Idesbald Eicheler                         | deutscher Zisterzienserabt und Ordenshistoriker                                                                 | 74    |       |
| 6. Juli  | Hedwig Klausener                          | deutsche Sozialarbeiterin                                                                                       | 82    |       |
| 6. Juli  | Franz Klautzer                            | österreichischer Verleger und Politiker (VdU), Abgeordneter zum Nationalrat                                     | 60    |       |
| 6. Juli  | Horst Lange                               | deutscher Schriftsteller                                                                                        | 66    |       |
| 6. Juli  | Ciro Verratti                             | italienischer Florettfechter und Olympiasieger                                                                  | 63    |       |
| 6. Juli  | Rolf vom Busch                            | deutscher Mörder, Hotelpage, wegen Mordes an dem Stricher Kurt Schönig verurteilt                               | 65    |       |
| 7. Juli  | Otto Authén                               | norwegischer Turner                                                                                             | 84    |       |
| 7. Juli  | Dieter Paul Baumert                       | deutscher Medienwissenschaftler                                                                                 | 72    |       |
| 7. Juli  | Johannes Flögel                           | deutscher Politiker (CDU), MdL                                                                                  | 70    |       |
| 7. Juli  | Claude Gauvreau                           | kanadischer Schriftsteller                                                                                      | 45    |       |
| 7. Juli  | Emil Herz                                 | deutscher Verleger                                                                                              | 94    |       |
| 7. Juli  | Ub Iwerks                                 | US-amerikanischer Trickfilmzeichner und -techniker                                                              | 70    |       |
| 7. Juli  | Blue Steele                               | US-amerikanischer Jazz-Sänger, Posaunist und Bigband-Leader                                                     | 78    |       |
| 7. Juli  | Bernhard Witthaus                         | deutscher Politiker (SPD), MdL                                                                                  | 68    |       |
| 8. Juli  | Alois Bulitta                             | deutscher Oberregierungs- und Schulrat, Slawist und Fachbuchautor                                               | 73    |       |
| 8. Juli  | Lothar Christmann                         | deutscher Verwaltungsjurist                                                                                     | 79    |       |
| 8. Juli  | Georg Merrem                              | deutscher Neurochirurg                                                                                          | 62    |       |
| 8. Juli  | Anna von Pritzbuer                        | deutsche Kulturfunktionärin (SED)                                                                               | 71    |       |
| 8. Juli  | Kurt Reidemeister                         | deutscher Mathematiker                                                                                          | 77    |       |
| 8. Juli  | Charlie Shavers                           | US-amerikanischer Jazz-Trompeter aus der Zeit des Swing                                                         | 53    |       |
| 9. Juli  | Karl Ast                                  | estnischer Schriftsteller                                                                                       | 85    |       |
| 9. Juli  | Günter Bartusch                           | deutscher Motorradrennfahrer                                                                                    | 28    |       |
| 9. Juli  | Wilhelm Kohlhoff                          | deutscher Maler und Graphiker                                                                                   | 78    |       |
| 9. Juli  | Francis Nosworthy                         | britischer Generalleutnant                                                                                      | 83    |       |
| 9. Juli  | Paul Spruth                               | deutscher Autor                                                                                                 | 68    |       |
| 10. Juli | Ahmed Bahnini                             | marokkanischer Premierminister                                                                                  |       |       |
| 10. Juli | Samuel Bronfman                           | kanadischer Unternehmer                                                                                         | 80    |       |
| 10. Juli | Laurent Dauthuille                        | französischer Boxer                                                                                             | 47    |       |
| 10. Juli | George Kenner                             | bildender Künstler                                                                                              | 82    |       |
| 10. Juli | Hermann Kletzmayr                         | österreichischer Politiker (ÖVP), Landtagsabgeordneter, Landesrat                                               | 74    |       |
| 10. Juli | Norbert Masur                             | schwedischer Unterhändler des Jüdischen Weltkongresses                                                          | 70    |       |
| 10. Juli | Pierre Padrault                           | französischer Automobilrennfahrer                                                                               | 67    |       |
| 10. Juli | John Tait                                 | kanadischer Mittel- und Langstreckenläufer                                                                      | 82    |       |
| 11. Juli | John W. Campbell                          | US-amerikanischer Science-Fiction-Schriftsteller und -Herausgeber                                               | 61    |       |
| 11. Juli | Karl Anton Maier                          | deutscher Verwaltungsjurist                                                                                     | 61    |       |
| 11. Juli | Johann Mang                               | deutscher Kommunalpolitiker                                                                                     | 73    |       |
| 11. Juli | Pedro Rodríguez                           | mexikanischer Formel-1- und Sportwagenrennfahrer                                                                | 31    |       |
| 11. Juli | Frank Rosenblatt                          | US-amerikanischer Psychologe und Informatiker                                                                   | 43    |       |
| 11. Juli | Rodolfo Terlizzi                          | italienischer Fechter                                                                                           | 74    |       |
| 12. Juli | Aurelio Domínguez                         | chilenischer Fußballspieler                                                                                     | 75    |       |
| 12. Juli | Earl Hanley Beshlin                       | US-amerikanischer Politiker                                                                                     | 101   |       |
| 12. Juli | Gerhard Jacobi                            | deutscher lutherischer Theologe                                                                                 | 79    |       |
| 12. Juli | Marie Oldekop                             | deutsche Malerin                                                                                                | 88    |       |
| 12. Juli | Franz Josef Scheidl                       | österreichischer Holocaustleugner                                                                               | 80    |       |
| 13. Juli | Al Clark                                  | US-amerikanischer Filmeditor                                                                                    | 68    |       |
| 13. Juli | Joseph J. Clark                           | US-amerikanischer Admiral in der United States Navy während des Zweiten Weltkrieges                             | 77    |       |
| 13. Juli | Harry Dénis                               | niederländischer Fußballspieler                                                                                 | 74    |       |
| 13. Juli | Anton Hauk                                | deutscher Politiker (NSDAP), MdR                                                                                | 84    |       |
| 13. Juli | Karl Horn                                 | hessischer Politiker (CDU), Oberbürgermeister der Stadt Bad Homburg                                             | 83    |       |
| 13. Juli | Lucjan Kulej                              | polnischer Eishockeyspieler und Ruderer                                                                         | 74    |       |
| 13. Juli | Hannsgeorg Laubenthal                     | deutscher Sänger und Schauspieler                                                                               | 60    |       |
| 13. Juli | Jacques Leclercq                          | belgischer Philosoph und Theologe                                                                               | 80    |       |
| 13. Juli | Karl Schaechterle                         | deutscher Bauingenieur und Brückenbauer                                                                         | 92    |       |
| 13. Juli | Heinrich Schlief                          | Künstler des westfälischen Expressionismus                                                                      | 77    |       |
| 13. Juli | Franz Joseph von Thurn und Taxis          | Erbprinz der Familie von Thurn und Taxis                                                                        | 77    |       |
| 14. Juli | Curd Brand                                | deutscher SS-Führer                                                                                             | 78    |       |
| 14. Juli | Mak Dizdar                                | bosnischer Dichter                                                                                              | 53    |       |
| 14. Juli | Talitha Getty                             | Schauspielerin                                                                                                  | 30    |       |
| 14. Juli | Alfred von Hubicki                        | österreichischer General                                                                                        | 84    |       |
| 14. Juli | Walter Knoll                              | deutscher Möbelfabrikant, Gründer und Inhaber der Walter Knoll Polstermöbelfabrik                               | 92    |       |
| 15. Juli | René d’Abadie                             | französischer Ornithologe                                                                                       | 76    |       |
| 15. Juli | Wolfgang Hoffmann                         | deutsches Todesopfer der Berliner Mauer                                                                         | 28    |       |
| 15. Juli | Willy Lorenz                              | deutscher Radsportler                                                                                           | 80    |       |
| 15. Juli | Ester Pastorello                          | italienische Archivarin und Bibliothekarin                                                                      | 86    |       |
| 15. Juli | Romeu Pellicciari                         | brasilianischer Fußballspieler                                                                                  | 60    |       |
| 15. Juli | Petra Schelm                              | deutsche Terroristin der Rote Armee Fraktion                                                                    | 20    |       |
| 15. Juli | Nic. Stang                                | norwegischer klassischer Philologe, Kunsthistoriker, Lektor und Publizist                                       | 63    |       |
| 15. Juli | Bill Thompson                             | US-amerikanischer Radio- und Fernseh-Schauspieler                                                               | 58    |       |
| 15. Juli | Ernst Wiesner                             | tschechoslowakischer Architekt der Moderne                                                                      | 81    |       |
| 16. Juli | Fletcher Steele                           | amerikanischer Landschaftsarchitekt und Autor                                                                   | 86    |       |
| 16. Juli | Carlos Viván                              | argentinischer Schauspieler, Tangosänger, -dichter und -komponist                                               | 68    |       |
| 17. Juli | Karl Ascher                               | tschechoslowakisch-amerikanischer Mediziner                                                                     | 84    |       |
| 17. Juli | Cliff Edwards                             | US-amerikanischer Sänger, Filmschauspieler und Synchronsprecher                                                 | 76    |       |
| 17. Juli | Karl Eyerich                              | deutscher Sanitätsoffizier                                                                                      | 85    |       |
| 17. Juli | Wilhelm Fließbach                         | deutscher Jurist                                                                                                | 69    |       |
| 17. Juli | Frank Jerwood                             | britischer Ruderer                                                                                              | 85    |       |
| 17. Juli | Jenny Liese                               | österreichische Operettensängerin und Schauspielerin                                                            | 82    |       |
| 17. Juli | Gerald Nye                                | US-amerikanischer Politiker                                                                                     | 78    |       |
| 17. Juli | Ernst Roth                                | österreichisch-britischer Musikverleger, Musikschriftsteller und Jurist                                         | 75    |       |
| 18. Juli | Anna Brodersen                            | deutsche Politikerin (SPD), MdL                                                                                 | 68    |       |
| 18. Juli | George Crompton                           | kanadischer Radrennfahrer                                                                                       | 57    |       |
| 18. Juli | Giulio Sarrocchi                          | italienischer Säbelfechter                                                                                      | 84    |       |
| 19. Juli | Harold J. Arthur                          | US-amerikanischer Politiker                                                                                     | 67    |       |
| 19. Juli | John Jacob Astor, 1. Baron Astor of Hever | britischer Geschäftsmann und Politiker, Mitglied des House of Commons, Peer                                     | 85    |       |
| 19. Juli | António Sousa da Câmara                   | portugiesischer Agrarwissenschaftler                                                                            |       |       |
| 19. Juli | Georg Cantieny                            | deutscher Unternehmer                                                                                           | 88    |       |
| 19. Juli | Max Haller                                | österreichischer Politiker (KPÖ), Regierungsmitglied von Vorarlberg                                             | 75    |       |
| 19. Juli | Harry W. Hill                             | US-amerikanischer Admiral                                                                                       | 81    |       |
| 19. Juli | James A. Long                             | US-amerikanischer Theosoph                                                                                      | 72    |       |
| 19. Juli | M. H. Maxy                                | rumänischer Künstler                                                                                            | 75    |       |
| 19. Juli | Norman Reilly Raine                       | US-amerikanischer Autor                                                                                         | 77    |       |
| 19. Juli | Honoré Van Waeyenbergh                    | römisch-katholischer Weihbischof in Mecheln-Brüssel                                                             | 79    |       |
| 20. Juli | Albert Freyermuth                         | französischer Fußballspieler                                                                                    | 67    |       |
| 20. Juli | Olaf Ingebretsen                          | norwegischer Turner                                                                                             | 79    |       |
| 21. Juli | Herbert B. Fredersdorf                    | deutscher Filmregisseur und Filmeditor                                                                          | 71    |       |
| 21. Juli | Simon Konrad Landersdorfer                | deutscher römisch-katholischer Geistlicher und Theologe, Abt von Scheyern, Bischof von Passau                   | 90    |       |
| 21. Juli | Michael Somogyi                           | ungarisch-amerikanischer Biochemiker                                                                            | 88    |       |
| 21. Juli | Yrjö Väisälä                              | finnischer Astronom und Physiker                                                                                | 79    |       |
| 21. Juli | Karl Veken                                | deutscher Schriftsteller                                                                                        | 66    |       |
| 22. Juli | Ted Fiorito                               | US-amerikanischer Jazzmusiker                                                                                   | 70    |       |
| 22. Juli | Edwin R. Leach                            | US-amerikanischer Entomologe                                                                                    | 93    |       |
| 22. Juli | Willy Max Rademacher                      | deutscher Politiker (FDP), MdHB, MdB, MdEP                                                                      | 73    |       |
| 22. Juli | Ernst Venus                               | deutscher Jurist                                                                                                | 91    |       |
| 23. Juli | Van Heflin                                | US-amerikanischer Schauspieler                                                                                  | 62    |       |
| 23. Juli | Théo Herckenrath                          | belgischer Radrennfahrer                                                                                        | 30    |       |
| 23. Juli | Franz Kaiser                              | deutscher Architekt, Maler und Inflationsheiliger                                                               | 83    |       |
| 23. Juli | Kurt Säuberlich                           | deutscher Metallurg und Politiker (NSDAP, SED), MdV                                                             | 67    |       |
| 23. Juli | Alfons Teuber                             | deutscher Schauspieler                                                                                          | 68    |       |
| 23. Juli | Ross Thatcher                             | kanadischer Politiker                                                                                           | 54    |       |
| 23. Juli | William S. Tubman                         | liberianischer Politiker, Präsident (1944–1971)                                                                 | 75    |       |
| 24. Juli | Norbert Artner                            | österreichischer Komponist und Musikpädagoge                                                                    | 48    |       |
| 24. Juli | Ernst Josef Aufricht                      | deutscher Schauspieler und Theaterdirektor                                                                      | 72    |       |
| 24. Juli | Margret Bilger                            | österreichische Künstlerin                                                                                      | 66    |       |
| 24. Juli | Lou Fine                                  | US-amerikanischer Comiczeichner und Illustrator                                                                 | 56    |       |
| 24. Juli | Honryō Shinjirō                           | japanischer Politiker, Professor an der Waseda-Universität, Spieler und Trainer des Rugby Klubs dieser Unive... | 67    |       |
| 24. Juli | Werner Kühl                               | deutsches Todesopfer der Berliner Mauer                                                                         | 22    |       |
| 24. Juli | Paul Wilhelm Loehning                     | deutscher Offizier und Generalmajor im Zweiten Weltkrieg und Kampfkommandant in Hannover                        | 82    |       |
| 24. Juli | Christl Mardayn                           | österreichische Schauspielerin und Opern- und Operettensängerin (Sopran)                                        | 74    |       |
| 24. Juli | Alan Rawsthorne                           | englischer Komponist                                                                                            | 66    |       |
| 24. Juli | Josef Šíma                                | französischer Maler tschechischer Abstammung                                                                    | 80    |       |
| 25. Juli | Ralph Bown                                | US-amerikanischer Radiopionier                                                                                  | 80    |       |
| 25. Juli | Ladislaus Bus-Fekete                      | ungarisch-US-amerikanischer Bühnen- und Filmautor                                                               | 75    |       |
| 25. Juli | René Cotton                               | französischer Skiläufer, Automobilrennfahrer und Sportmanager                                                   | 57    |       |
| 25. Juli | Hans Fraenkel                             | deutscher Journalist und Schriftsteller                                                                         | 83    |       |
| 25. Juli | Reinhold Nietschmann                      | deutscher Schauspieler, Hörspiel- und Synchronsprecher                                                          | 64    |       |
| 25. Juli | Kadriye Partici                           | türkische Kriminelle und Hinrichtungsopfer                                                                      | 24    |       |
| 25. Juli | Leroy Robertson                           | US-amerikanischer Komponist                                                                                     | 74    |       |
| 26. Juli | Diane Arbus                               | US-amerikanische Fotografin, Fotojournalistin                                                                   | 48    |       |
| 26. Juli | Mary-Russell Ferrell Colton               | US-amerikanische Malerin, Ethnographin, Kuratorin und Autorin                                                   | 82    |       |
| 26. Juli | Fritz Geißler                             | deutscher Jurist und Politiker                                                                                  | 82    |       |
| 26. Juli | Émilien Lieutaud                          | französischer Politiker                                                                                         | 78    |       |
| 26. Juli | Paul Malachinski                          | deutscher Politiker (KPD/SED)                                                                                   | 85    |       |
| 26. Juli | Alfredo Schiaffini                        | italienischer Romanist und Hochschullehrer                                                                      | 76    |       |
| 27. Juli | Josef Amann                               | deutscher Bäcker und Politiker (SPD), Bürgermeister                                                             | 92    |       |
| 27. Juli | Carlo Curcio                              | italienischer Historiker und Politikwissenschaftler                                                             | 72    |       |
| 27. Juli | Jean d’Eaubonne                           | französischer Filmarchitekt                                                                                     | 68    |       |
| 27. Juli | Hans Lettré                               | deutscher Chemiker, Pharmakologe und Krebsforscher                                                              | 62    |       |
| 27. Juli | Jacques Lusseyran                         | französischer Schriftsteller und Hochschullehrer                                                                | 46    |       |
| 27. Juli | Bernhard Paumgartner                      | österreichischer Musiker                                                                                        | 83    |       |
| 27. Juli | Charlie Tully                             | nordirischer Fußballspieler                                                                                     | 47    |       |
| 28. Juli | Heinrich Becker                           | deutscher Bibliothekar                                                                                          | 80    |       |
| 28. Juli | Josef Greußing                            | österreichischer Politiker (SPÖ), Vorarlberger Landtagsabgeordneter                                             | 66    |       |
| 28. Juli | Abd al-Chaliq Mahdschub                   | sudanesischer Politiker                                                                                         | 43    |       |
| 28. Juli | Robert Mayhew                             | Politiker der Liberalen Partei Kanadas und Botschafter                                                          | 90    |       |
| 28. Juli | Clemens Platten                           | deutscher Landwirt und Politiker (Zentrum, CDU), MdL                                                            | 77    |       |
| 28. Juli | Wolfgang Rauda                            | deutscher Architekt, Stadtplaner und Hochschullehrer                                                            | 64    |       |
| 29. Juli | Felix Bibus                               | deutsch-böhmischer Maler                                                                                        | 71    |       |
| 29. Juli | Waldemar Borde                            | deutscher FDJ-, SED- und Sportfunktionär                                                                        | 59    |       |
| 29. Juli | Richard Eyermann                          | deutscher KPD- und SED-Funktionär                                                                               | 73    |       |
| 29. Juli | Pasquale Frustaci                         | italienischer Komponist von Liedern, Revue- und Filmmusik                                                       | 69    |       |
| 29. Juli | Leopold Mitterbauer                       | österreichischer Politiker (NSDAP), MdR                                                                         | 58    |       |
| 29. Juli | James Bartlett                            | kanadischer Leichtathlet                                                                                        | 63    |       |
| 30. Juli | Joe Colombo                               | italienischer Architekt und Industriedesigner                                                                   | 41    |       |
| 30. Juli | Walter Schimmel-Falkenau                  | deutscher Schriftsteller                                                                                        | 76    |       |
| 30. Juli | Anna Schlüter                             | deutsche Kommunalpolitikerin (SPD)                                                                              | 85    |       |
| 30. Juli | Arno Scholz                               | deutscher Journalist und Verleger                                                                               | 67    |       |
| 31. Juli | Wilhelm Conrad                            | deutscher Volkswirt und Politiker (SPD), MdL, hessischer Staatsminister                                         | 60    |       |
| 31. Juli | Gábor Devecseri                           | ungarischer Dichter und Übersetzer                                                                              | 54    |       |
| 31. Juli | Samson Flexor                             | französisch-brasilianischer Maler                                                                               | 63    |       |
| 31. Juli | Germaine Martin                           | Schweizer Fotografin                                                                                            | 78    |       |
| 31. Juli | Desmond Morton                            | britischer Offizier, Geheimdienstler und Staatsdiener                                                           | 79    |       |
| 31. Juli | Marcel Nadjari                            | griechischer Elektriker oder Kaufmann jüdischen Glaubens                                                        | 54    |       |
| 31. Juli | Gertrude Wondrack                         | österreichische Gewerkschafterin und Politikerin (SPÖ), Abgeordnete zum Nationalrat, Mitglied des Bundesrates   | 51    |       |
| Juli     | Lilly Karoly                              | österreichische Schauspielerin                                                                                  | 85    |       |
| Juli     | Alvin Loftes                              | US-amerikanischer Radrennfahrer                                                                                 | 81    |       |
| Juli     | Norman Mason                              | US-amerikanischer Jazz-Musiker                                                                                  | 75    |       |

## August
| Tag        | Name                                 | Beruf, bekannt als                                                                                      | Alter | Beleg |
| ---------- | ------------------------------------ | --- | ----- | ----- |
| 1. August  | Ferdinand Habacher                   | österreichischer Veterinärmediziner sowie Hochschullehrer                                               | 90    |       |
| 1. August  | Rudolf Henrici                       | deutscher Offizier, zuletzt Generalmajor im Zweiten Weltkrieg                                           | 79    |       |
| 1. August  | Charles Hesse                        | deutscher Politiker (CDU), MdL                                                                          | 70    |       |
| 1. August  | Philipp Mees                         | deutscher Politiker (SPD) und Widerstandskämpfer                                                        | 70    |       |
| 01. August | August Oberhauser                    | Schweizer Fußballspieler und Leichtathlet                                                               | 76    |       |
| 1. August  | Henri Poitras                        | kanadischer Schauspieler und Dramatiker                                                                 | 75    |       |
| 1. August  | Johannes Riedel                      | deutscher Pädagoge                                                                                      | 82    |       |
| 1. August  | Hanns Rupp                           | deutscher Lehrer und Mundartdichter                                                                     | 73    |       |
| 1. August  | Paul Sawtell                         | US-amerikanischer Komponist                                                                             | 65    |       |
| 1. August  | Max Westfeld                         | deutschamerikanischer Porträt-, Genre-, Stillleben- und Landschaftsmaler der Düsseldorfer Schule        | 89    |       |
| 2. August  | Rudolf Fischer                       | deutscher Hochschullehrer, Professor für Slawistik und Bohemistik                                       | 60    |       |
| 2. August  | Heinrich Gerth                       | deutscher Paläontologe und Geologe                                                                      | 87    |       |
| 2. August  | Anton Grylewicz                      | deutscher Politiker (SPD, SPD, KPD), MdR                                                                | 86    |       |
| 2. August  | Ludwig Marcuse                       | deutsch-amerikanischer Philosoph und Schriftsteller                                                     | 77    |       |
| 2. August  | Richard Maux                         | österreichischer Lehrer (Musikpädagoge) und Komponist                                                   | 78    |       |
| 2. August  | Henri Nomy                           | französischer Marineflieger und Admiralstabschef                                                        | 72    |       |
| 2. August  | Josef Wiora                          | deutscher Politiker (KPD), MdR                                                                          | 78    |       |
| 3. August  | Georgi Nikolajewitsch Babakin        | sowjetischer Ingenieur                                                                                  | 56    |       |
| 3. August  | Walter Owen Bentley                  | britischer Rennfahrer und Unternehmer                                                                   | 82    |       |
| 3. August  | Gerhard Bothur                       | deutscher Politiker (SPD), MdL und Beamter                                                              | 66    |       |
| 3. August  | Walter Rudolf Enneccerus             | deutscher Brigadegeneral der Luftwaffe                                                                  | 59    |       |
| 3. August  | Juri Fjodorowitsch Fajer             | russischer Ballett-Dirigent                                                                             | 81    |       |
| 3. August  | Wilhelm Gundert                      | deutscher Ostasienwissenschaftler                                                                       | 91    |       |
| 3. August  | Walter Günthart                      | Schweizer Gewerkschafter und Politiker                                                                  | 60    |       |
| 3. August  | Jaan Kiivit senior                   | estnischer evangelisch-lutherischer Theologe                                                            | 65    |       |
| 3. August  | Otto Mayer                           | deutscher Ministerialbeamter                                                                            | 80    |       |
| 3. August  | Wilhelm Meier                        | Schweizer Bildhauer                                                                                     | 90    |       |
| 4. August  | Camille Brandt                       | Schweizer Politiker (SP)                                                                                | 86    |       |
| 4. August  | Adolf Küppersbusch                   | deutscher Unternehmer und Wirtschaftsmanager                                                            | 70    |       |
| 4. August  | Georg Maurer                         | deutscher Lyriker, Essayist und Übersetzer, Professor am Institut für Literatur "Johannes R. Becher"    | 64    |       |
| 4. August  | Georg Paczulla                       | deutscher SED-Funktionär; FDJ-Funktionär                                                                | 44    |       |
| 4. August  | Hans Georg Rammelmayr                | deutscher Bankräuber und Geiselnehmer                                                                   |       |       |
| 4. August  | Ernst Willemsen                      | deutscher Kunsthistoriker, Leiter der Restaurierungswerkstatt des Rheinischen Landesmuseums Bonn        | 57    |       |
| 05. August | Ber Groosjohan                       | niederländischer Fußballspieler                                                                         | 74    |       |
| 5. August  | Georg Jauer                          | deutscher Offizier, zuletzt General der Panzertruppe im Zweiten Weltkrieg                               | 75    |       |
| 5. August  | Elvino Vardaro                       | argentinischer Tangogeiger, Bandleader und Komponist                                                    | 66    |       |
| 5. August  | Albert Zirkler                       | deutscher Lehrer, Volkskundler und Mundartforscher                                                      | 79    |       |
| 6. August  | Fausto Cleva                         | US-amerikanischer Dirigent                                                                              | 69    |       |
| 6. August  | Josef Frank                          | deutscher Politiker (SPD)                                                                               | 65    |       |
| 6. August  | Jennison Heaton                      | US-amerikanischer Bob- und Skeletonfahrer                                                               | 67    |       |
| 6. August  | Friedrich Regitz                     | deutscher Politiker (SPD), MdL                                                                          | 46    |       |
| 6. August  | Günther Rittau                       | deutscher Kameramann und Regisseur                                                                      | 77    |       |
| 7. August  | Joseph Washington Frazer             | US-amerikanischer Unternehmer                                                                           | 79    |       |
| 7. August  | Theodor Görner                       | Besitzer einer Druckerei, Gerechter unter den Völkern                                                   | 86    |       |
| 7. August  | Jitzhak-Meir Levin                   | israelischer Politiker, Minister, Rabbiner, Mitglied des Sejm                                           | 78    |       |
| 7. August  | Harold G. Mosier                     | US-amerikanischer Politiker (Demokratische Partei)                                                      | 82    |       |
| 7. August  | Walter Nowothnig                     | deutscher Prähistoriker, Kustos und Autor                                                               |       |       |
| 7. August  | Enno von Rintelen                    | deutscher Offizier und General der Infanterie im Zweiten Weltkrieg                                      | 79    |       |
| 7. August  | Willibald Scholz                     | deutscher Psychiater und Neuropathologe                                                                 | 81    |       |
| 8. August  | Ella Bergmann-Michel                 | deutsche Fotografin und Filmemacherin                                                                   | 75    |       |
| 8. August  | Edmund Frohne                        | deutscher Verkehrswissenschaftler und Politiker                                                         | 80    |       |
| 8. August  | Roberto Fugazot                      | uruguayischer Schauspieler, Tangosänger und -komponist                                                  | 69    |       |
| 8. August  | Julien Hasley                        | französischer Automobilrennfahrer                                                                       | 73    |       |
| 8. August  | Heinrich Marx                        | deutscher römisch-katholischer Priester und Heimatforscher                                              | 85    |       |
| 8. August  | Esther Paterson                      | australische Malerin und Illustratorin                                                                  | 79    |       |
| 8. August  | Joseph Santley                       | US-amerikanischer Regisseur, Drehbuchautor und Produzent                                                | 82    |       |
| 9. August  | Leslie Kong                          | jamaikanischer Musikproduzent chinesischer Abstammung                                                   |       |       |
| 9. August  | Salomon B. Slijper                   | niederländischer Makler und Kunstsammler                                                                | 87    |       |
| 9. August  | Otto Wagener                         | deutscher Generalmajor und Politiker (NSDAP), MdR                                                       | 83    |       |
| 10. August | Federico Callori di Vignale          | italienischer Geistlicher, Kardinal der römisch-katholischen Kirche                                     | 80    |       |
| 10. August | Henri Cournollet                     | französischer Curler                                                                                    | 88    |       |
| 10. August | Hellmuth Elbrechter                  | deutscher Journalist des Tat-Kreises                                                                    | 76    |       |
| 10. August | Helmut Kießling                      | deutscher Schriftsteller und Textdichter                                                                | 58    |       |
| 10. August | Russell Joseph McVinney              | US-amerikanischer Geistlicher, Bischof von Providence                                                   | 72    |       |
| 10. August | Albert Vossen                        | deutscher Jazz-Akkordeonist, Bandleader und Komponist                                                   | 61    |       |
| 11. August | Manuel Pío López Estrada             | mexikanischer Geistlicher, römisch-katholischer Erzbischof von Jalapa                                   | 80    |       |
| 11. August | Henri Édouard Navarre                | französischer Bildhauer                                                                                 | 86    |       |
| 11. August | Royal Rife                           | US-amerikanischer Erfinder                                                                              | 83    |       |
| 11. August | Joe Smith                            | englischer Fußballspieler und Fußballtrainer                                                            | 82    |       |
| 12. August | Viktor Hospach                       | deutscher Schauspieler und Opernsänger (Bass)                                                           | 67    |       |
| 13. August | Barry Domvile                        | britischer Admiral                                                                                      | 92    |       |
| 13. August | Paul Eckel                           | deutscher Mediziner und Ärzteschaftsfunktionär                                                          | 71    |       |
| 13. August | King Curtis                          | US-amerikanischer R&B-Tenorsaxophonist                                                                  | 37    |       |
| 14. August | Salvatore Battaglia                  | italienischer Romanist und Lexikograf                                                                   | 67    |       |
| 14. August | Ludwig Bock                          | deutscher Maler und Grafiker                                                                            | 84    |       |
| 14. August | Henry F. Heard                       | englischer Schriftsteller und Essayist                                                                  | 81    |       |
| 14. August | Shane Leslie                         | irischer Schriftsteller                                                                                 | 85    |       |
| 14. August | Georg von Opel                       | deutscher Automobilunternehmer und Sportfunktionär                                                      | 59    |       |
| 14. August | Josef Schintlmeister                 | österreichischer Physiker                                                                               | 63    |       |
| 15. August | Edythe Baker                         | amerikanische Jazzpianistin des frühen Jazz und Tänzerin                                                | 71    |       |
| 15. August | Javier Barros Sierra                 | mexikanischer Ingenieur, Politiker und Autor sowie Rektor der "Universidad Nacional Autónoma de México" | 56    |       |
| 15. August | Percival Bradshaw Fay                | US-amerikanischer Romanist und Mediävist                                                                | 81    |       |
| 15. August | Albrecht Götze                       | deutscher Altorientalist                                                                                | 74    |       |
| 15. August | Paul Lukas                           | ungarisch-amerikanischer Schauspieler                                                                   | 77    |       |
| 15. August | Eberhard Schade                      | deutscher Ingenieur und Politiker (NSDAP), MdL                                                          | 69    |       |
| 15. August | Walther von Wartburg                 | Schweizer Sprachwissenschaftler                                                                         | 83    |       |
| 15. August | Thomas Wayne                         | US-amerikanischer Rockabilly- und Pop-Sänger                                                            | 31    |       |
| 15. August | Oskar Wintersteiner                  | österreichisch-US-amerikanischer Chemiker und Biologe                                                   | 72    |       |
| 16. August | Hubert Haider                        | deutscher Landschaftsmaler                                                                              | 92    |       |
| 16. August | Erwin Hillbrand                      | österreichischer Politiker (CSP), Landtagsabgeordneter zum Vorarlberger Landtag                         | 72    |       |
| 16. August | Wilhelm List                         | deutscher Generalfeldmarschall                                                                          | 91    |       |
| 16. August | Marija Liwyzka                       | ukrainische Autorin und Aktivistin                                                                      | 91    |       |
| 16. August | August Oppenberg                     | deutscher Maler                                                                                         | 75    |       |
| 16. August | Hugo Scheibel                        | deutscher Politiker (SPD), Mitglied der Stadtverordnetenversammlung von Groß-Berlin                     | 87    |       |
| 16. August | Spyros Skouras                       | griechisch-amerikanischer Filmfirmenmanager                                                             | 78    |       |
| 16. August | Renée Stobrawa                       | deutsche Schauspielerin und Drehbuchautorin                                                             | 73    |       |
| 17. August | Wilhelm Bechtle                      | deutscher Politiker (KPD), MdL                                                                          | 65    |       |
| 17. August | Ernst Arnold Frey                    | Schweizer Maler und Lyriker                                                                             | 77    |       |
| 17. August | Willy Jesse                          | deutscher Politiker (SPD, SED)                                                                          | 73    |       |
| 17. August | Boelie Kessler                       | niederländischer Fußballspieler                                                                         | 74    |       |
| 17. August | Horace McMahon                       | US-amerikanischer Schauspieler                                                                          | 65    |       |
| 17. August | William John Mitchell                | US-amerikanischer Musikwissenschaftler                                                                  | 64    |       |
| 17. August | Theodor Real                         | Schweizer Flugpionier und Generalstabsoffizier                                                          | 90    |       |
| 17. August | Tab Smith                            | US-amerikanischer Jazz-Saxophonist                                                                      | 62    |       |
| 18. August | Peter Fleming                        | britischer Schriftsteller                                                                               | 64    |       |
| 18. August | Ernst Fraenkel                       | deutscher Wirtschafts- und Sozialhistoriker                                                             | 80    |       |
| 18. August | Ernst Geerling                       | deutscher Leichtathlet                                                                                  | 62    |       |
| 18. August | Léon Kern                            | Schweizer Historiker und Bundesarchivar                                                                 | 77    |       |
| 18. August | Manfred Krebs                        | deutscher Historiker und Archivar                                                                       | 79    |       |
| 18. August | Alfred Lagache                       | französischer Karambolagespieler                                                                        | 81    |       |
| 18. August | Carl Pedersen                        | dänischer Turner                                                                                        | 88    |       |
| 18. August | Paul Raynal                          | französischer Dramatiker                                                                                | 86    |       |
| 18. August | Carl Strehl                          | deutscher Hochschullehrer                                                                               | 85    |       |
| 18. August | Gustav Ulrich                        | deutscher Architekt, Baubeamter und Denkmalpfleger                                                      | 90    |       |
| 19. August | Mary Kendall Browne                  | US-amerikanische Tennisspielerin                                                                        | 80    |       |
| 19. August | Franz Demuth                         | deutscher KPD- und SED-Funktionär, Redakteur und Widerstandskämpfer                                     | 76    |       |
| 19. August | Reinhold Maier                       | deutscher Politiker (FDP), MdR, MdL, MdB und Ministerpräsident von Baden-Württemberg                    | 81    |       |
| 19. August | Walther Victor                       | deutscher Publizist und Schriftsteller                                                                  | 76    |       |
| 20. August | Hermine Brutschin-Hansen             | deutsche Gastwirtin und Hamburger Original                                                              | 66    |       |
| 20. August | Walter Gorges                        | deutscher Politiker (SPD), MdL Rheinland-Pfalz                                                          | 49    |       |
| 20. August | Paul Mahlo                           | deutscher Mathematiker                                                                                  | 88    |       |
| 20. August | Hanns Pellar                         | österreichischer Maler und Illustrator                                                                  | 85    |       |
| 20. August | Jens Peter Petersen                  | deutscher Generalmajor und Militärattaché                                                               | 77    |       |
| 20. August | Franz Poetsch                        | österreichischer Maler                                                                                  | 58    |       |
| 20. August | Alexander Nikolajewitsch Samochwalow | sowjetischer Maler, Grafiker, Illustrator, Bildhauer und Bühnenbildner                                  | 76    |       |
| 20. August | Willy Wenz                           | deutscher Maler                                                                                         | 77    |       |
| 20. August | Otto Wetzel                          | deutscher Paläontologe                                                                                  | 80    |       |
| 20. August | Oscar Zallhagen                      | schwedischer Leichtathlet                                                                               | 78    |       |
| 21. August | Otto Hillebrecht                     | deutscher Politiker, MdBB                                                                               | 85    |       |
| 21. August | Erwin Hoffstätter                    | deutscher Ruderer                                                                                       | 74    |       |
| 21. August | George Jackson                       | US-amerikanischer Aktivist, Mitglied der Black Panther Party und einer der Soledad-Brüder               | 29    |       |
| 21. August | Gustav Johanning                     | deutscher Politiker (CDU), MdL                                                                          | 71    |       |
| 21. August | Hans Leuzinger                       | Schweizer Architekt                                                                                     | 84    |       |
| 21. August | Helga-Maria Pacher                   | österreichische Anthropologin                                                                           | 48    |       |
| 21. August | Carl Emil Uphoff                     | deutscher Maler                                                                                         | 86    |       |
| 21. August | Albert Wenzel                        | deutscher Journalist und Politiker (SPD), MdBB                                                          | 70    |       |
| 22. August | Bruno Dreher                         | deutscher katholischer Theologe                                                                         | 59    |       |
| 22. August | Hans Eule                            | deutscher Orgelbauer                                                                                    | 48    |       |
| 22. August | Birger Nerman                        | schwedischer prähistorischer Archäologe und Autor                                                       | 82    |       |
| 22. August | Johannes Reinhold                    | deutscher Gemüsebauwissenschaftler                                                                      | 74    |       |
| 23. August | Max Böhlen                           | Schweizer Maler                                                                                         | 69    |       |
| 23. August | Milena von Eckardt                   | deutsche Schauspielerin und Schauspiellehrerin                                                          | 59    |       |
| 23. August | Bettina Encke von Arnim              | deutsche Malerin                                                                                        | 76    |       |
| 23. August | Howard G. Freas                      | amerikanischer Regierungsbediensteter                                                                   | 71    |       |
| 23. August | Heinz von Gyldenfeldt                | deutscher Offizier, zuletzt Generalleutnant im Zweiten Weltkrieg                                        | 72    |       |
| 23. August | Gisela Hernández Gonzalo             | kubanische Musikwissenschaftlerin und Komponistin                                                       | 58    |       |
| 23. August | Bernd Naumann                        | deutscher Journalist                                                                                    | 48    |       |
| 23. August | Wilhelm Sieben                       | deutscher Violinist und Dirigent                                                                        | 90    |       |
| 24. August | Carl Blegen                          | US-amerikanischer Klassischer Archäologe                                                                | 84    |       |
| 24. August | Walter E. Brehm                      | US-amerikanischer Politiker                                                                             | 79    |       |
| 24. August | Wallace John Eckert                  | US-amerikanischer Astronom                                                                              | 69    |       |
| 24. August | Nina Kljujewa                        | russische bzw. sowjetische Mikrobiologin und Hochschullehrerin                                          | 72    |       |
| 24. August | Olive A. Ringsrud                    | US-amerikanische Lehrerin und Politikerin                                                               | 79    |       |
| 24. August | Karel Pravoslav Sádlo                | tschechoslowakischer Cellist und Musikpädagoge                                                          | 72    |       |
| 25. August | Hans Joachim Beyer                   | deutscher Historiker, Volkstumsforscher und SS-Führer                                                   | 63    |       |
| 25. August | Vollrath von Hellermann              | deutscher Offizier, zuletzt Generalmajor der Wehrmacht                                                  | 71    |       |
| 25. August | Walther John                         | deutscher Lehrer und Klassischer Philologe                                                              | 78    |       |
| 25. August | Thorleif Kristoffersen               | norwegischer Segler                                                                                     | 70    |       |
| 25. August | Ted Lewis                            | US-amerikanischer Jazz- und Pop-Sänger, Schauspieler und Bigband-Leader                                 | 81    |       |
| 26. August | Luigi Fogar                          | Bischof                                                                                                 | 89    |       |
| 26. August | Gerhart Kraaz                        | deutscher Künstler und Buchillustrator                                                                  | 62    |       |
| 26. August | Alfons Kraft                         | deutscher Politiker (SPD), MdL                                                                          | 58    |       |
| 26. August | Ernst Nepo                           | österreichischer Maler der Neuen Sachlichkeit                                                           | 75    |       |
| 26. August | Jorge de la Vega                     | argentinischer Maler                                                                                    | 41    |       |
| 27. August | Lil Hardin Armstrong                 | US-amerikanische Jazz-Pianistin, -Sängerin und -Komponistin                                             | 73    |       |
| 27. August | Walter Badorek                       | deutscher Fußballspieler                                                                                | 65    |       |
| 27. August | Johann Bauer                         | österreichischer Politiker, Landtagsabgeordneter und Landesrat im Burgenland                            | 82    |       |
| 27. August | Margaret Bourke-White                | US-amerikanische Fotoreporterin                                                                         | 67    |       |
| 27. August | Georges Canetti                      | bulgarisch-französischer Arzt und Tuberkuloseforscher                                                   | 60    |       |
| 27. August | Giannino Castiglioni                 | italienischer Künstler und Plastiker                                                                    | 87    |       |
| 27. August | Reinhard Perwitzschky                | deutscher HNO-Arzt und Hochschullehrer                                                                  | 75    |       |
| 27. August | Wolfgang Pohle                       | deutscher Wirtschaftsjurist, Industrieller und Politiker der (CDU, CSU), MdB, MdEP                      | 67    |       |
| 27. August | Josef Schmucker                      | deutscher Landwirtschaftsbeamter                                                                        | 89    |       |
| 28. August | Hans Arndt                           | österreichischer Architekt                                                                              | 67    |       |
| 28. August | Paul Borgelt                         | deutscher Schauspieler                                                                                  | 84    |       |
| 28. August | Tony Clarke                          | US-amerikanischer Rhythm-and-Blues- und Soulsänger                                                      | 31    |       |
| 28. August | Johannes Hessen                      | deutscher Philosoph und römisch-katholischer Theologe                                                   | 81    |       |
| 28. August | Geoffrey Lawrence, 1. Baron Oaksey   | britischer Jurist und Vorsitzender Richter bei den Nürnberger Prozessen                                 | 90    |       |
| 28. August | Lou McGarity                         | US-amerikanischer Jazz-Posaunist                                                                        | 54    |       |
| 28. August | Dezső Szentgyörgyi                   | ungarischer Pilot und Offizier                                                                          | 56    |       |
| 29. August | Giulio Krall                         | italienischer Bauingenieur und Mathematiker                                                             | 70    |       |
| 29. August | Nathan Leopold                       | US-amerikanischer Mörder                                                                                | 66    |       |
| 29. August | Ida von Nagel                        | deutsche Dressurreiterin                                                                                | 54    |       |
| 29. August | Hans-Ulrich Nichau                   | deutscher Schriftsteller, Übersetzer                                                                    | 46    |       |
| 29. August | Carlo Piccardi                       | italienischer Fußballspieler                                                                            | 51    |       |
| 29. August | Erhard Schrempp                      | deutscher Wagnermeister, Politiker (CDU), Bürgermeister und MdL Baden-Württemberg                       | 60    |       |
| 29. August | William Wadsworth                    | kanadischer Ruderer                                                                                     | 95    |       |
| 30. August | Louis Armand                         | französischer Politiker                                                                                 | 66    |       |
| 30. August | Hein König                           | deutscher Kunstmaler                                                                                    | 80    |       |
| 30. August | Max Machon                           | deutscher Jockey, Boxtrainer, Boxmanager und Boxfunktionär                                              | 76    |       |
| 30. August | Max Sellnick                         | deutscher Milbenforscher                                                                                | 87    |       |
| 30. August | Hans Unterleitner                    | deutscher Politiker (USPD, SPD), MdR                                                                    | 81    |       |
| 30. August | Max Wittmann                         | österreichischer Bühnen-, Film- und Fernsehschauspieler                                                 | 76    |       |
| 31. August | Otto Alder                           | Schweizer Bildhauer                                                                                     | 84    |       |
| 31. August | Friedrich Graß                       | deutscher Volkswirt und Politiker (CDU), MdL                                                            | 69    |       |
| 31. August | Ludwig Kattenstroth                  | deutscher Beamter und Staatssekretär                                                                    | 65    |       |
| 31. August | Sven Krokström                       | schwedischer Leichtathlet                                                                               | 76    |       |
| 31. August | Dorothea von Philipsborn             | deutsche Bildhauerin und Malerin                                                                        | 77    |       |
| August     | Horst E. Schulze                     | deutscher Fotograf                                                                                      | 46    |       |

## September
| Tag           | Name                                 | Beruf, bekannt als                                                                             | Alter | Beleg |
| ------------- | ------------------------------------ | ---------------------------------------------------------------------------------------------- | ----- | ----- |
| 1. September  | Johann Böhler                        | österreichischer Politiker (VdU, FPÖ), Landtagsabgeordneter zum Vorarlberger Landtag           | 80    |       |
| 1. September  | Serge Fotinsky                       | Maler                                                                                          | 84    |       |
| 1. September  | Otto Graf                            | deutscher Politiker (KPD, SPD), MdB                                                            | 79    |       |
| 1. September  | Paulus van Husen                     | Jurist, Richter und Widerstandskämpfer                                                         | 80    |       |
| 1. September  | Paul Niehans                         | Schweizer Arzt, Erfinder der Frischzellentherapie                                              | 88    |       |
| 1. September  | Willi Scharf                         | deutscher Geologe                                                                              | 75    |       |
| 1. September  | Peter Uhlig                          | deutscher Motorsportler                                                                        | 31    |       |
| 2. September  | Adam Euler                           | deutscher Politiker (FDP), MdL                                                                 | 52    |       |
| 2. September  | Johann Esser                         | deutscher Dichter und Gewerkschafter                                                           | 75    |       |
| 2. September  | Wladimir Georgijewitsch Fere         | russischer Komponist                                                                           | 69    |       |
| 2. September  | Theodor Lohrmann                     | deutscher Fußballtorhüter                                                                      | 72    |       |
| 2. September  | Hedwiga Reicher                      | deutschstämmige Schauspielerin                                                                 | 87    |       |
| 02. September | Henrik Robert                        | norwegischer Segler                                                                            | 84    |       |
| 2. September  | Humberto Viscarra Monje              | bolivianischer Komponist                                                                       | 73    |       |
| 3. September  | Alexandru Borza                      | rumänischer Botaniker                                                                          | 84    |       |
| 3. September  | Karin Bucha                          | deutsche Schriftstellerin                                                                      | 64    |       |
| 3. September  | Julius Erasmus                       | deutscher, der zahlreiche Gefallene im Hürtgenwald barg                                        | 76    |       |
| 3. September  | Douglas Krook                        | schwedischer Fußballspieler                                                                    | 74    |       |
| 3. September  | Roundell Palmer, 3. Earl of Selborne | britischer Politiker, Unterhausabgeordneter und Peer                                           | 84    |       |
| 3. September  | Paul Zierz                           | deutscher Mediziner                                                                            | 58    |       |
| 4. September  | Enrico Dassetto                      | italienisch-schweizerischer Komponist und Dirigent                                             | 97    |       |
| 4. September  | James Gladstone                      | kanadischer Politiker und Landwirt                                                             | 84    |       |
| 4. September  | Josef Greiner                        | österreichischer Gelegenheitsarbeiter und Schriftsteller                                       | 85    |       |
| 4. September  | Dow W. Harter                        | US-amerikanischer Politiker                                                                    | 86    |       |
| 4. September  | Bourke B. Hickenlooper               | US-amerikanischer Politiker                                                                    | 75    |       |
| 4. September  | Bjarne Lyngstad                      | norwegischer Politiker (Venstre), Minister und Landwirt                                        | 70    |       |
| 4. September  | Enrique Rodríguez                    | argentinischer Bandoneonist, Bandleader und Tangokomponist                                     | 70    |       |
| 4. September  | Walther Rosemann                     | deutscher Mathematiker                                                                         | 71    |       |
| 5. September  | Franz Bernhard                       | deutscher Indologe und Hochschullehrer                                                         | 40    |       |
| 5. September  | Levi Carneiro                        | brasilianischer Jurist und Schriftsteller                                                      | 89    |       |
| 5. September  | Walter Creutz                        | deutscher Psychiater                                                                           | 73    |       |
| 5. September  | Hans Domizlaff                       | deutscher Graphiker, Werbepsychologe und Schriftsteller                                        | 79    |       |
| 5. September  | Ed Gordon                            | US-amerikanischer Weitspringer                                                                 | 63    |       |
| 5. September  | George Trafton                       | US-amerikanischer American-Football-Spieler und -Trainer, Canadian-Football-Trainer            | 74    |       |
| 6. September  | Horst Brune                          | deutscher Politiker (NDPD)                                                                     | 56    |       |
| 6. September  | Carl-Wilhelm Dresler                 | deutscher Bergwerksdirektor und Industrieller                                                  | 94    |       |
| 6. September  | Phil Edwards                         | kanadischer Sprinter und Mittelstreckenläufer                                                  | 63    |       |
| 6. September  | James S. Golden                      | US-amerikanischer Politiker                                                                    | 79    |       |
| 6. September  | Alfred Huth                          | deutscher Komponist                                                                            | 79    |       |
| 6. September  | Gerald W. Landis                     | US-amerikanischer Politiker                                                                    | 76    |       |
| 7. September  | Franz Blumenthal                     | deutsch-US-amerikanischer Dermatologe                                                          | 93    |       |
| 7. September  | Spring Byington                      | US-amerikanische Schauspielerin                                                                | 84    |       |
| 7. September  | Albert Caraco                        | uruguayischer Philosoph und Autor türkischer Abstammung                                        | 52    |       |
| 7. September  | Ludwig Suthaus                       | deutscher Opernsänger (Heldentenor)                                                            | 64    |       |
| 8. September  | Hannes Eiblmayr                      | österreichischer Bau- und Innungsmeister sowie Politiker                                       | 65    |       |
| 8. September  | Johannes Pieter Kleiweg de Zwaan     | niederländischer Arzt, Anthropologe und Völkerkundler                                          | 96    |       |
| 8. September  | George Lindgren, Baron Lindgren      | britischer Politiker (Labour), Mitglied des House of Commons                                   | 70    |       |
| 8. September  | Emmett Toppino                       | US-amerikanischer Leichtathlet                                                                 | 62    |       |
| 8. September  | Peter Waller                         | österreichischer Abenteurer und selbsternannter Messias von Lobau                              | 79    |       |
| 9. September  | Erwin Ettel                          | deutscher Diplomat im Nationalsozialismus und Zeit-Redakteur                                   | 76    |       |
| 9. September  | Pat Glover                           | walisischer Fußballspieler                                                                     | 61    |       |
| 9. September  | Erich Kaul                           | deutscher Politiker und SA-Führer                                                              | 71    |       |
| 9. September  | Withold Wiechowski                   | deutscher Elektrotechniker                                                                     | 63    |       |
| 10. September | Pier Angeli                          | italienische Schauspielerin                                                                    | 39    |       |
| 10. September | José Cochrane de Alencar             | brasilianischer Diplomat                                                                       | 72    |       |
| 10. September | Bella Darvi                          | polnisch-französische Schauspielerin                                                           | 42    |       |
| 10. September | Karl Klemenz                         | österreichischer Richter und Politiker (VdU), Mitglied des Bundesrates                         | 71    |       |
| 10. September | Winston L. Prouty                    | US-amerikanischer Politiker                                                                    | 65    |       |
| 10. September | Willy Stiewe                         | deutscher Journalist und Kommunalpolitiker                                                     | 71    |       |
| 10. September | Roland de Vaux                       | französischer Ordensgeistlicher, Bibelwissenschaftler und Archäologe                           | 67    |       |
| 11. September | Nikita Sergejewitsch Chruschtschow   | sowjetischer Politiker und Regierungschef                                                      | 77    |       |
| 11. September | Percy Helton                         | US-amerikanischer Schauspieler                                                                 | 77    |       |
| 11. September | Paul Hildenbrand                     | deutscher Maler                                                                                | 66    |       |
| 11. September | Rudolf Hoenicke                      | deutscher Industriemanager                                                                     | 65    |       |
| 11. September | Curtis Jones                         | US-amerikanischer Bluespianist                                                                 | 65    |       |
| 11. September | Woty Werner                          | deutsche Malerin und Bildweberin                                                               | 67    |       |
| 11. September | Ernst Wolf                           | deutscher protestantischer Theologe                                                            | 69    |       |
| 12. September | Olga Núñez Abaunza                   | nicaraguische Juristin, Schriftstellerin und Politikerin                                       | 51    |       |
| 12. September | Walter Egan                          | US-amerikanischer Golfspieler                                                                  | 90    |       |
| 12. September | Wilhelm Maxon                        | deutscher Landschaftsmaler und Grafiker                                                        | 77    |       |
| 12. September | Klaus Reisch                         | österreichischer Autorennfahrer                                                                | 29    |       |
| 12. September | Max Steck                            | deutsch-schweizerischer Mathematiker und Mathematikhistoriker                                  | 63    |       |
| 12. September | Edgar Wind                           | deutscher Kunsthistoriker                                                                      | 71    |       |
| 13. September | George Lambert                       | kanadischer Sänger und Musikpädagoge                                                           | 70    |       |
| 13. September | Lin Biao                             | chinesischer Politiker und Marschall                                                           | 63    |       |
| 13. September | Karl Heinz Pfeffer                   | deutscher Soziologe und Volkskundler                                                           | 64    |       |
| 13. September | Sebestyén Schmidt                    | ungarischer Radrennfahrer                                                                      | 70    |       |
| 13. September | Ye Qun                               | chinesische Politikerin                                                                        |       |       |
| 14. September | Ernst Adam                           | deutscher Journalist                                                                           | 72    |       |
| 14. September | Tarashankar Bandyopadhyay            | indischer Schriftsteller                                                                       | 73    |       |
| 14. September | Manuel Cisneros Sánchez              | peruanischer Anwalt und Politiker                                                              | 66    |       |
| 14. September | Rolf Franksson                       | schwedischer Leichtathlet                                                                      | 71    |       |
| 14. September | George Huddleston junior             | US-amerikanischer Politiker und Abgeordneter                                                   | 51    |       |
| 14. September | Harald Lander                        | dänischer Balletttänzer und Choreograph                                                        | 66    |       |
| 14. September | Arthur Sadina                        | deutscher Politiker (SPD), MdA                                                                 | 90    |       |
| 14. September | Zigmas Toliušis                      | litauischer Rechtsanwalt und Politiker                                                         |       |       |
| 15. September | Rudolf Anderl                        | deutscher Journalist und Schriftsteller                                                        | 67    |       |
| 15. September | Tommy Anderson                       | kanadischer Eishockeyspieler                                                                   | 60    |       |
| 15. September | John Desmond Bernal                  | britischer Physiker                                                                            | 70    |       |
| 15. September | John L. Cable                        | US-amerikanischer Politiker                                                                    | 87    |       |
| 15. September | Alfred Finke                         | deutscher Kommunalpolitiker, Oberbürgermeister von Grünberg in Schlesien und Hagen (Westfalen) | 83    |       |
| 15. September | André Germain                        | französischer Journalist, Essayist, Dichter und Schriftsteller                                 | 89    |       |
| 15. September | Umberto Malvano                      | italienischer Fußballspieler, -schiedsrichter und -funktionär sowie Ingenieur                  | 87    |       |
| 15. September | Benno Mengele                        | österreichischer Elektrotechniker                                                              | 72    |       |
| 15. September | Frazier Reams                        | US-amerikanischer Politiker                                                                    | 74    |       |
| 15. September | Rudolf Sleifir                       | deutscher Emailleur und Graveur                                                                | 66    |       |
| 15. September | Elsa Varena                          | deutsche Opernsängerin (Sopran)                                                                | 76    |       |
| 16. September | Agnes Meyer Driscoll                 | US-amerikanische Kryptoanalytikerin                                                            | 82    |       |
| 16. September | William Garity                       | US-amerikanischer Erfinder und Techniker                                                       | 72    |       |
| 16. September | Heinrich Glücklich                   | deutscher Unternehmer und Politiker (DVP, CDU, LDP, FDP), MdL                                  | 94    |       |
| 16. September | James Harrison                       | australischer Offizier, Gouverneur von South Australia                                         | 59    |       |
| 16. September | Friedrich Larssen                    | deutscher Politiker (SPD), MdR                                                                 | 81    |       |
| 16. September | Ferdinand Sassen                     | niederländischer Philosoph                                                                     | 77    |       |
| 17. September | Auguste Castille                     | französischer Turner                                                                           | 88    |       |
| 17. September | Carlos Lamarca                       | brasilianischer Berufsoffizier                                                                 | 33    |       |
| 17. September | Wilhelm Messerschmidt                | deutscher Politiker (SPD), MdL                                                                 | 83    |       |
| 17. September | Lina Woiwode                         | österreichische Schauspielerin                                                                 | 84    |       |
| 18. September | Walther Binner                       | deutscher Schwimmer und Schwimmsportfunktionär                                                 | 80    |       |
| 18. September | Josef Hollerbach                     | deutscher Kommunalpolitiker (CDU)                                                              | 73    |       |
| 18. September | Georg Kilian Pflaum                  | deutscher Geistlicher, Apostolischer Vikar von Ñuflo de Chávez                                 | 57    |       |
| 18. September | Werner Selke                         | deutscher Agrikulturchemiker                                                                   | 70    |       |
| 19. September | William Foxwell Albright             | US-amerikanischer Biblischer Archäologe                                                        | 80    |       |
| 19. September | Raymond Escholier                    | französischer Museumskurator, Politiker, Journalist, Autor, Kunstkritiker und Biograf          | 88    |       |
| 19. September | Rudolf Gonszar                       | deutscher Bassbariton                                                                          | 64    |       |
| 19. September | Lory Maier-Smits                     | deutsche Eurythmistin                                                                          | 78    |       |
| 19. September | Alexander Morley                     | britischer Diplomat                                                                            | 63    |       |
| 19. September | Heinrich Spangenberg                 | deutscher Politiker der CDU                                                                    | 76    |       |
| 20. September | Karl Koch                            | österreichischer Komponist, Chorleiter und Musiklehrer                                         | 84    |       |
| 20. September | Emil Kronheim                        | deutscher und schwedischer Rabbiner                                                            | 81    |       |
| 20. September | Lionel Lindon                        | US-amerikanischer Kameramann                                                                   | 66    |       |
| 20. September | Ernst Morwitz                        | deutscher Autor und Richter                                                                    | 83    |       |
| 20. September | Giorgos Seferis                      | griechischer Schriftsteller und Diplomat; Nobelpreisträger für Literatur (1963)                | 71    |       |
| 20. September | James Westerfield                    | US-amerikanischer Schauspieler                                                                 | 58    |       |
| 21. September | C. W. Bishop                         | US-amerikanischer Politiker                                                                    | 81    |       |
| 21. September | Jacques Breuer                       | belgischer Archäologe                                                                          | 79    |       |
| 21. September | Call Cobbs                           | amerikanischer Jazzmusiker                                                                     | 60    |       |
| 21. September | Bernardo Alberto Houssay             | argentinischer Physiologe, Nobelpreisträger                                                    | 84    |       |
| 21. September | Egon Itta                            | deutscher Maler                                                                                | 81    |       |
| 21. September | Kōichi Kudō                          | japanischer Fußballspieler und -trainer                                                        | 62    |       |
| 21. September | Hans Luzius-Studer                   | Schweizer Maschinenbauingenieur und Flugzeugkonstrukteur                                       | 64    |       |
| 21. September | Max Merten                           | deutscher Jurist und Täter des Holocaust in Griechenland                                       | 60    |       |
| 21. September | Luciano Morpurgo                     | italienischer Fotograf und Schriftsteller                                                      | 85    |       |
| 21. September | Guglielmo Nasi                       | italienischer General                                                                          | 92    |       |
| 21. September | Rudolf Suhrmann                      | deutscher Chemiker und Hochschullehrer                                                         | 76    |       |
| 21. September | Alfred Teichmann                     | deutscher Bauingenieur                                                                         | 68    |       |
| 21. September | Eelkje Timmenga-Hiemstra             | niederländische Politikerin und Widerstandskämpferin                                           | 79    |       |
| 22. September | Hanns Freydank                       | deutscher Montanhistoriker, Numismatiker und Genealoge                                         | 78    |       |
| 22. September | Wilhelm Gries                        | deutscher Journalist und Chefredakteur                                                         | 77    |       |
| 22. September | Hans Kollwitz                        | deutscher Mediziner                                                                            | 79    |       |
| 22. September | Claus Sperling                       | deutscher Maler und Pfarrer                                                                    | 81    |       |
| 22. September | Edgar Whitehead                      | britisch-rhodesischer Politiker, Premierminister Südrhodesiens                                 | 66    |       |
| 23. September | James Alexander                      | US-amerikanischer Topologe                                                                     | 83    |       |
| 23. September | André Creemers                       | belgischer Ordensgeistlicher, römisch-katholischer Bischof von Bondo                           | 64    |       |
| 23. September | Billy Gilbert                        | US-amerikanischer Schauspieler                                                                 | 77    |       |
| 23. September | Eugen Lechner                        | deutscher Politiker (SPD), MdL                                                                 | 68    |       |
| 23. September | Ildefonso Rea                        | italienischer Abt                                                                              | 75    |       |
| 23. September | Walter Trautzsch                     | deutscher antifaschistischer Widerstandskämpfer und „Thälmann-Kurier“                          | 68    |       |
| 23. September | Otto Wild                            | deutscher Fassmaler und Impressionist                                                          | 72    |       |
| 24. September | Carl Bellingrodt                     | deutscher Eisenbahnfotograf                                                                    | 74    |       |
| 24. September | Herbert Buchholz                     | deutscher Elektroingenieur                                                                     | 76    |       |
| 24. September | Johann Neubauer                      | österreichischer Politiker (SDAP/SPÖ) und Lehrer                                               | 86    |       |
| 24. September | Schlitzie                            | US-amerikanischer geistig und körperlich behinderter Darsteller                                | 70    |       |
| 24. September | John C. Watts                        | US-amerikanischer Politiker                                                                    | 69    |       |
| 25. September | Hugo Black                           | US-amerikanischer Politiker und Jurist                                                         | 85    |       |
| 25. September | Karl Drott                           | deutscher Politiker (SPD), MdL                                                                 | 65    |       |
| 25. September | Herbert Guglberger                   | österreichischer Politiker (ÖVP), Landtagsabgeordneter, Mitglied des Bundesrates               | 62    |       |
| 25. September | Karl Hipler                          | deutscher Politiker (KPD/SED) und Widerstandskämpfer                                           | 66    |       |
| 25. September | Arthur Kaufmann                      | deutscher Maler des Expressionismus                                                            | 83    |       |
| 25. September | Jan Palouš                           | tschechischer Eishockeyspieler                                                                 | 82    |       |
| 25. September | Richard Pflaumbaum                   | deutscher Pädagoge, Historiker und Museologe                                                   | 87    |       |
| 25. September | Robert Saundby                       | britischer Luftwaffenoffizier                                                                  | 75    |       |
| 25. September | Hagar Wilde                          | US-amerikanische Autorin                                                                       | 66    |       |
| 26. September | Lawrence Henry Gipson                | amerikanischer Historiker                                                                      | 90    |       |
| 26. September | Noble Jones Gregory                  | US-amerikanischer Politiker                                                                    | 74    |       |
| 26. September | Conor Maguire                        | irischer Jurist und Politiker der Fianna Fáil                                                  | 81    |       |
| 26. September | Ida Schwetz-Lehmann                  | österreichische Keramikerin und Bildhauerin von Kleinplastiken                                 | 88    |       |
| 26. September | Jarmila Marton                       | US-amerikanische Filmschauspielerin                                                            | 63    |       |
| 26. September | Marguerite Verdat                    | französische Schriftstellerin und Archivarin                                                   | 77    |       |
| 27. September | Douglas Copland                      | neuseeländisch-australischer Wirtschaftswissenschaftler und Diplomat                           | 77    |       |
| 27. September | Hermann Ehrhardt                     | deutscher Militär- und Freikorpsführer                                                         | 89    |       |
| 27. September | Wilhelm Harder                       | deutscher Politiker (SPD), MdL                                                                 | 71    |       |
| 27. September | Georg Ochs                           | deutscher Entomologe                                                                           | 85    |       |
| 27. September | Einar Ralf                           | schwedischer Opernsänger (Tenor), Komponist, Dirigent und Arrangeur                            | 83    |       |
| 27. September | Wilhelm Schröder                     | deutscher Politiker (CDU)                                                                      | 63    |       |
| 27. September | Wilhelm Simon                        | deutscher SS-Oberscharführer, Arbeitseinsatzführer im KZ Dora-Mittelbau                        | 71    |       |
| 27. September | Bernhard Stohr                       | deutscher Geschichtsmethodiker (DDR)                                                           |       |       |
| 27. September | Rose Veldtkirch                      | deutsche Schauspielerin                                                                        | 80    |       |
| 27. September | Ernst Witt                           | deutscher Architekt, Hochschullehrer und Konsistorialbaumeister                                | 73    |       |
| 28. September | Adolf Dresler                        | deutscher Medienwissenschaftler                                                                | 73    |       |
| 28. September | Giocondo Maria Grotti                | italienischer römisch-katholischer Ordensgeistlicher und Prälat von Acre e Purus in Brasilien  | 43    |       |
| 28. September | William Harding Jackson              | US-amerikanischer Rechtsanwalt, Bankmanager und Nationaler Sicherheitsberater                  | 70    |       |
| 28. September | Walter Kautz                         | deutscher kommunistischer Gewerkschaftsfunktionär und Widerstandskämpfer                       | 71    |       |
| 28. September | John Troutbeck                       | britischer Diplomat                                                                            | 76    |       |
| 28. September | Alexander Grigorjewitsch Wologdin    | russischer Geologe und Paläontologe                                                            | 75    |       |
| 29. September | Walter Bartram                       | deutscher Politiker (DVP, NSDAP, CDU), MdB                                                     | 78    |       |
| 29. September | François Claessens                   | belgischer Turner                                                                              | 73    |       |
| 29. September | Joe Keeper                           | kanadischer Leichtathlet                                                                       | 85    |       |
| 29. September | Peter Pohlen                         | deutscher Politiker (CDU), MdL                                                                 | 77    |       |
| 30. September | Jo Pieper                            | deutscher Maler und Grafiker                                                                   | 78    |       |
| 30. September | Bernhard Schwarz                     | deutscher Veterinärmediziner                                                                   | 74    |       |
| 30. September | Ernst Wurm                           | österreichischer Schriftsteller                                                                | 65    |       |
| September     | Donald McNutt Douglass               | US-amerikanischer Architekt im Hauptberuf und Krimi-Autor                                      | 71    |       |
| September     | Gaston Esnault                       | französischer Romanist und Keltologe                                                           | 96    |       |
| September     | John Kennedy                         | US-amerikanischer Ruderer                                                                      | 70    |       |
| September     | Zaccheus Richard Mahabane            | südafrikanischer Politiker, zweimaliger Präsident des African National Congress (ANC)          | 90    |       |